# Mary Fowler
Mary Boio Fowler (* 14. Februar 2003 in Cairns, Queensland) ist eine australische Fußballspielerin, die vorwiegend im Angriff eingesetzt wird. Von 2020 bis 2022 spielte sie für den Montpellier HSC in der Division 1 Féminine. Sie war die jüngste nominierte Teilnehmerin der Fußball-Weltmeisterschaft der Frauen 2019.

## Karriere
Mary Fowler wurde im Juli 2018 erstmals für die A-Nationalmannschaft der Frauen nominiert. Beim Tournament of Nations wurde sie in der 4. Minute der Nachspielzeit beim 3:1-Sieg gegen Brasilien zu ihrem ersten Länderspiel eingewechselt. Mit einem Alter von 15 Jahren und 162 Tagen ist sie die fünftjüngste Debütantin der australischen Frauennationalmannschaft. Es folgten zwei weitere Kurzeinsätze bei der Europareise im Oktober 2018 gegen England und Frankreich, wo sie jeweils für Rekordtorschützin Lisa de Vanna eingewechselt wurde. Nach einem weiteren 15-minütigen Einsatz gegen Rekordweltmeister USA am 5. April 2019 wurde sie am 14. Mai 2019 für die WM 2019 nominiert. Sie war die jüngste nominierte Teilnehmerin der WM, wo sie aber nicht zum Einsatz kam. Dazwischen nahm sie Ende April noch mit der U-19-Mannschaft an der zweiten Qualifikationsrunde zur U-19-Asienmeisterschaft 2019 teil. Sie erzielte dabei sieben Tore, darunter fünf beim 11:1-Sieg gegen Nepal. Ihre Mannschaft qualifizierte sich mit drei Siegen und 18:3 Toren für die Endrunde, die im Herbst in Thailand stattfand. Dort kam sie in fünf Spielen zum Einsatz, erzielte dabei vier Tore und belegte mit ihrer Mannschaft den vierten Platz. Zur Saison 2019/20 wechselte sie zusammen mit ihrer Schwester Ciara zu Adelaide United und bereits im Februar 2020 zum französischen Erstdivisionär Montpellier HSC. In ihrer ersten Saison, die bedingt durch die COVID-19-Pandemie vorzeitig abgebrochen wurde, hatte sie nur einen etwa halbstündigen Kurzeinsatz. In den ersten vier Spielen der Saison 2020/21 wurde sie je zweimal ein- und ausgewechselt und erzielte am 3. Oktober beim 2:1-Sieg gegen Paris FC den Treffer zum 1:1-Ausgleich und damit ihr erstes Tor für Montpellier.
Bei den wegen der COVID-19-Pandemie um ein Jahr verschobenen Olympischen Spielen 2020 kam sie in allen sechs Spielen der Matildas zum Einsatz, wurde aber fünfmal eingewechselt. Nur beim torlosen Remis gegen die USA im dritten Gruppenspiel stand sie 90 Minuten auf dem Platz. Im mit 4:3 nach Verlängerung gewonnenen Viertelfinale gegen Großbritannien wurde sie in der 80. Minute eingewechselt und erzielte in der Verlängerung das Tor zum 3:2-Zwischenstand. Am Ende wurden die Australierinnen Vierte, ihre bisher beste Platzierung bei einem großen interkontinentalen Turnier.
Am 11. Januar 2022 wurde sie als jüngste Spielerin der Australierinnen für die Asienmeisterschaft 2022 nominiert. Sie kam in den drei Gruppenspielen und im Viertelfinale, in dem ihre Mannschaft gegen Südkorea ausschied, zum Einsatz. Beim 18:0-Sieg im ersten Spiel gegen Indonesien und beim 4:0 gegen die Philippinen erzielte sie je ein Tor.
Im Sommer 2022 wechselte sie zu Manchester City, wo sie einen Vierjahresvertrag erhielt. Ihre ersten Einsätze für ManCity hatte sie in der Qualifikation für die Gruppenphase der UEFA Women’s Champions League 2022/23. Nach einem 6:0 gegen FC Tomiris-Turan aus Kasachstan verpasste ManCity erneut durch eine 0:1-Niederlage gegen Real Madrid die Gruppenphase.
Am 3. Juli 2023 wurde sie für die WM-Endrunde in ihrer Heimat nominiert, kam in sechs Spiele der sieben Spiele ihres Teams zum Einsatz und wurde nach einer 0:2-Niederlage ihrer Mannschaft gegen die Schwedinnen im Spiel um Platz 3 Vierte. Nur bei der 2:3-Niederlage im zweiten Gruppenspiel gegen Nigeria wurde sie nicht eingesetzt. Beim anschließenden 4:0-Sieg gegen Kanada erzielte sie das Tor zum 3:0-Zwischenstand.
In der erfolgreich abgeschlossenen Qualifikation für die Olympischen Spiele 2024 wurde sie in den fünf Spielen eingesetzt und erzielte vier Tore. Bei den Spielen stand sie in den drei Spielen die volle Zeit auf dem Platz, schied mit ihrer Mannschaft aber nach den Gruppenspielen aus.

## Erfolge
- Cup-of-Nations-Sieger 2023

## Familie
Ihr Vater kommt aus Irland, ihre Mutter aus Papua-Neuguinea. Ihr Bruder Caoimhin und ihre Schwester Ciara, die in Irland geboren wurden, haben bereits für die irischen U-Nationalmannschaften gespielt.